# 帕姆特里 (紐約州)
帕姆特里（英語：Palm Tree）是一個位於美國紐約州奧蘭治縣的鎮。

## 人口
根據2020年美國人口普查的數據，帕姆特里的面積為3.89平方千米，當中陸地面積為3.81平方千米，而水域面積為0.08平方千米。當地共有人口32954人，而人口密度為每平方千米8,471人。